# Decatur (Nebraska)
Decatur – wieś w Stanach Zjednoczonych, w stanie Nebraska, w hrabstwie Burt.